# Marc-Renier
Cet article concerne le dessinateur né en 1958. Pour le dessinateur né en 1967, voir Marc Renier. Pour le coureur cycliste, voir Marc Renier.
Marc-Renier Warnauts, dit Marc-Renier, né le 29 octobre 1958 à Cologne (Rhénanie-du-Nord-Westphalie), est un auteur de bande dessinée réaliste belge.

## Biographie
Marc-Renier Warnauts naît le 29 octobre 1958 à Cologne. Issu d'une famille d'artistes dont les deux frères font de la bande dessinée : Roland et Éric. Marc-Renier Warnauts suit trois ans d'études à l'École supérieure des arts Saint-Luc de Liège dans la section arts plastiques.

### Dans les journaux et revues
Marc-Renier Warnauts débute dans la bande dessinée dès 1982 en adoptant son prénom comme pseudonyme et se retrouve au sommaire de périodiques tels que Tintin et Super Tintin pour lesquels il réalise seul une série des Contes et légendes du Moyen Âge, rassemblés par la suite en trois recueils édités dans la collection « Histoires et Légendes » aux éditions du Lombard (1985-1989) ainsi que divers récits authentiques avec le scénariste Yves Duval de 1983 à 1985. Il publie son premier album Le Crapaud dans la collection « 1/1 Comics » aux éditions Jonas en 1983 ainsi que Le Reflet scénarisé par Yvan Hasse aux éditions du Miroir, un autre petit éditeur de Waterloo, la même année. En 1985, il réalise la couverture et la page de garde du quatrième tome de la série Michaël Logan : Elfaniel de feu André Beautemps. Il fait son entrée dans le magazine (À suivre) en 1986 où il publie un one shot La Nuit des frelons sur scénario de Gérard Dewamme et publié aux éditions Casterman en 1987. Il enchaîne avec La Traque publié aux éditions du Miroir en 1988. Il crée, en 1989, avec le scénariste Frank Giroud, le personnage de Jackson — un jeune trappeur métis —, la série est prépubliée dans Hello Bédé, trois albums sont publiés aux éditions du Lombard de 1989 à 1991 et le quatrième ne connaît qu'une version de luxe aux éditions Wonderland au tirage limité en 1995 avant d'être réédité tardivement par les éditions Loup en 2002. Puis, il publie en noir et blanc Shosha dans la collection « Marque noire » aux éditions du Lombard en 1990 et la même année, il fait son entrée dans le revue Vécu où, sur un scénario de Patrick Cothias et Goué-Dard, il entame la série Le Masque de fer qui intègre le cycle des Sept Vies de l'Épervier, 6 albums dans la collection éponyme sont publiés aux éditions Glénat de 1991 à 2001. En 1992, il participe à la nouvelle mise en couleur de Corentin de Paul Cuvelier et crée Le Cœur mangé, un roman graphique qui conte les relations de Catherine avec son geôlier sur un scénario de Denis Lapière prépublié dans Hello Bédé en 1991 et publié aux éditions du Lombard en 1992. Parallèlement, en compagnie de Rodolphe, il illustre le premier volume de Melmoth : Sur la route de Londres, publié en album aux éditions Dargaud en 1990 et republié dans Hello Bédé en 1993. L'album est couronné du Prix regards chrétiens sur la bande dessinée en 1991. Puis la série est abandonnée après le deuxième tome Mary Shilling (1992). En 1994, il entame avec son frère Éric, un roman graphique Ombres et Désirs qui dépeint un ambigu ménage à trois, paru dans (À suivre) qui sort en album de manière tronquée chez Casterman en septembre 1996 et qui lui vaut le prix du public au Festival de Durbuy la même année. Parallèlement, il illustre à l'aquarelle Han voûtement sur des textes de Gérard Dewamme qu'il retrouve pour l'occasion aux éditions des Grottes de Han en 1995. Toujours avec Warnauts, il publie dans les derniers numéros de la même revue en 1997 Là où meurent les anges, un récit dont l'action se déroule aux États-Unis au début des années 1960 et qui reste inédit en album.

### Avec différents scénaristes (1999 - )
Marc-Renier s'associe au scénariste Yves Swolfs pour créer Black Hills, un western dont il réalise seul le quatrième tome paru dans la collection « Grafica » aux éditions Glénat (1999-2005). Il dessine Le Dernier visiteur de George Sand, scénario de Rodolphe dans la collection « Monum » aux éditions du Patrimoine en 2006. Avec le même scénariste, il crée l'année suivante Mary Céleste : Les Enfants sauvages aux Éditions Albin Michel. Il entame une nouvelle collaboration avec la scénariste Virginie Cady pour Clandestine aux éditions Futuropolis en 2009, la série est abandonnée après cette première partie. Ensuite, il dessine la série Média qui ne verra qu'un titre paraître avant d'être abandonnée L'Idéaliste sur un scénario de Philippe Richelle pour la collection « Grafica » aux éditions Glénat en 2010. Puis vient Klimt,, une biographie du peintre éponyme scénarisée par Jean-Luc Cornette pour la collection « Les grands peintres » aux éditions Glénat en 2017. Il crée la série O'Sullivan avec le scénariste Rodolphe et publie le premier tome Mary-Mae dans la collection « Histoire & Histoires » aux éditions Delcourt en 2021.
Marc-Renier participe à différents albums collectifs dont Les Aventures du latex  (1991) ; Rire c'est rire (1995) ; Carrément Bruxelles (2005) ; 62 Auteurs de Boulogne Dessiné (2010) ; 1914-1918, mon papa en guerre (2012) ; En chemin elle rencontre... : Les artistes se mobilisent pour l'égalité femme-homme (2013) ; Il était une fois 1914, (2014).
Marc-Renier travaille à l'atelier Armageddon qu'il partage avec Batem, Clarke, Marco Venanzi, Benoît Ers, Ludo Borecki, Johan Pilet, Corentin Longrée et Mathieu Barthélémy à Liège.
Selon Patrick Gaumer « Marc-Renier s'impose comme l'un des principaux artisans du renouveau de la bande dessinée belge classique. » et qualifie son trait de sûr.

### Vie privée
Marc-Renier ayant passé une dizaine d'années à Rochefort vit à Spa avec Marie-Noëlle Bastin, sa coloriste sur de nombreux albums depuis 2013,.

## Œuvres

### Albums
- Klimt[16],[17],[39], scénario de Jean-Luc Cornette, Glénat, 2017  (ISBN 9782344003831)
- O'Sullivan, scénario de Rodolphe, collection « Histoire & Histoires », Delcourt

1. Mary-Mae, 2021[40]  (ISBN 978-2-413-00256-7)

### Collectifs
- Les Aventures du latex - La bande dessinée européenne s'empare du préservatif[41], Fondation du Présent, novembre 1991
Scénario : collectif - Dessin : collectif dont Marc-Renier - Couleurs : quadrichromie -  (ISBN 2-9700015-0-0)
- Rire c'est rire[42], F.I.R., 1995
Scénario et couleurs : collectif - Dessin : collectif dont Marc-Renier -  (ISBN 2-87265-046-6)
- Carrément Bruxelles - Ronduit Brussel, Glénat, coll. « Carrément 20/20 », Grenoble, septembre 2005
Scénario : collectif - Dessin : collectif dont Marc-Renier - Couleurs : quadrichromie -  (ISBN 2-87176-218-X)
- 62 Auteurs de Boulogne Dessiné, Les Amis de la B.D., Boulogne-sur-Mer, décembre 2010
Scénario : collectif - Dessin : collectif dont Marc-Renier -  (ISBN 978-2-9537801-0-9),Recueil réalisé dans le cadre du 20e festival BD de Boulogne-sur-Mer.
- 2. 1914-1918, mon papa en guerre, Soleil Productions, 24 octobre 2012
Scénario et couleurs : collectif - Dessin : collectif dont Marc-Renier -  (ISBN 978-2-302-02380-2)
- Participation à : Marie Moinard et collectif, En chemin elle rencontre... : Les artistes se mobilisent pour l'égalité femme-homme, Des ronds dans l'O / Amnesty International, février 2013, 84 p. (ISBN 978-2-917237-46-5)
- Il était une fois 1914[43],[20],[44], Abbaye de Stavelot, Stavelot, 21 mars 2014
Scénario : collectif - Dessin : collectif dont Marc-Renier - Couleurs : David Caryn -  (ISBN 978-2-87522-124-7),Participation : Les Anges de Mons sur un scénario de Vincent Dugomier.

### Illustrations
- Je bouquine no 84 en 1991.
- Thérèse D'Avila par Elisabeth Reynaud, Mame, coll. « Passeur de lumière », 1994  (ISBN 9782728906024)
- Han voûtement, Domaine des Grottes de Han, Han-sur-Lesse, 1995
Scénario : Gérard Dewamme - Dessin et couleurs : Marc-Renier.

### Para-BD
À l'occasion, Marc-Renier réalise des portfolios, ex-libris, cartes postales, marque-pages, jaquettes et des affiches.

### Expositions
- Invité d'honneur au 9e festival BD de Ganshoren, Marc-Renier monte l'exposition Les Sentiers de la mémoire et réalise l'affiche du festival en mai 1998 ;
- Klimt dans le cadre du festival Bulle Berry, Musée du Berry, Bourges du 2 octobre au 2 novembre 2020[46].

## Récompenses
- 1991 :  prix regards chrétiens sur la bande dessinée pour Melmoth, t. 1 (avec Rodolphe) ;
- 1996 :  prix du public au Festival de Durbuy pour Ombres et désirs.

### Périodiques
- Alvarez Ricardo, « L'automne indien », Vécu, Glénat, no 18,‎ juin 1999, p. 19
- Olivier Bailly Olivier, « La huitième vie de Marc-Renier », Vécu, Glénat, no 26,‎ juin 2001, p. 7376
- Alvarez Ricardo, « Le western dans tous ses états », Vécu, Glénat, no 31,‎ juillet 2002, p. 18-26.

### Articles
- « Rencontre avec Marc-Renier Warnauts », Réalités,‎ 2 avril 2013 (lire en ligne, consulté le 5 juin 2022)
- David Taugis, « O’Sullivan T. 1 : Mary-Maë - Par Rodolphe & Marc-Renier », ActuaBD,‎ 24 mars 2021 (lire en ligne, consulté le 5 juin 2022)
- Françoise Bonivert, « "O'Sullivan" la nouvelle BD dessinée par Marc Renier », Qu4tre Liège Média,‎ 1er mai 2021 (lire en ligne, consulté le 1er novembre 2024).

### Podcasts
- Émission numéro 71 Didier Casten - Marc-Renier Warnauts émission Eclectrique présentée par Romain Pierre Giergen, sur 48FM via Mixcloud, circa 2017, (1 h 33 min 5 s).

### Vidéographie
- [vidéo] « Marc-Renier interview "Liège, terre de BD", festival international de la BD de Liège, 23e édition », sur YouTube, 27 août 2016